# Машаров, Николай Дмитриевич
Николай Дмитриевич Машаров (1863, Шайтанская волость, Екатеринбургский уезд, Пермская губерния — 3 декабря 1920, Томск) — предприниматель, основатель Тюменского чугунолитейного завода (с 1966 года — Тюменский станкостроительный завод).

## Биография
В 1883 году, в возрасте 18 лет, Николай Машаров вместе с семьёй переехал в Тюмень, где окончив народное училище, юнгой поступил на службу на один из пароходов братьев Кухтериных. Спустя какое-то время он получил должность капитана. А в 1897 году Кухтерины выдали за него замуж свою сестру Екатерину.
На приданое, полученное за невесту, он выкупил у купца Андрея Григорьевича Заколяпина небольшую мастерскую по плавлению меди и чугуна. На тот момент в ней работали 12 человек. Сразу после покупки мастерской на её месте возводят деревянные постройки, но спустя год они сгорают. Так как земля, на которой находилась мастерская, была в аренде, Николай Машаров обращается в городскую управу с просьбой передачи земли в собственность, и в начале 1900 года приступает к строительству чугунолитейного завода. К августу 1900 года площадь завода разрослась до 1000 квадратных саженей, в нём появляются слесарно-механический, эмалировочный, кузнечный, токарно-слесарный цехи, машинное отделение.
11 августа 1901 года Николай Машаров совместно с ещё тремя купцами и торговым домом «Гилёв и сыновья» создаёт «Товарищество Н.Д. Машаров и Ко».
В начале XX века завод Николая Машарова становится крупнейшим в Тюмени промышленным предприятием. На заводе использовались новейшие средства производства: нагнетатели воздуха на конной тяге в 1908 году заменили паровой машиной, затем ввели в эксплуатацию электромеханический привод. 
2 февраля 1913 года "Сибирская торговая газета" сообщала, что товарищество наладило выпуск всевозможной чугунной и чугунно-эмалированной посуды, печных принадлежностей, хозяйственной утвари, гвоздей и т.д.», а также «принимает всевозможные заказы для фабрик, заводов и пароходств по рисункам и чертежам на отливку всевозможных механических чуянных и медных машинных частей вчерне и с отделкой». В дальнейшем завод освоил выпуск сельскохозяйственных машин:   молотилок и веялок, которые выставлялись на первой Западно-Сибирской выставке в Омске в 1911 году.
В годы Первой мировой войны завод выполнял военные заказы, производя ручные гранаты, мины, конно-подковные гвозди
После установления советской власти завод Николая Машарова был национализирован и получил название «Механик».
25 июля 1919 года во время отступления Колчака Машаровы уезжают в Томск к родственникам жены Николая Дмитриевича крупным торговцам Кухтериным.
В июне 1920 года Томской ГубЧК были получены доносы на Николая Дмитриевича. У него дома был произведён обыск, а в ночь с 30 июня на 1 июля 1920 года он был арестован по обвинению «в преследовании политических работников в бытность свою фабрикантом». 2 июля 1920 его доставили в Томский дом принудительных работ, а 5 июля Николай Дмитриевич и его дело были отправлены в Тюмень.
Об аресте Николая Дмитриевича узнали бывшие рабочие его завода и 14 июля 1920 года обратились с заявлением в его защиту в Тюменскую и Томскую ГубЧК. Аналогичную просьбу направил и президиум Губсовнархоза, намеренный привлечь Николая Дмитриевича на работу как специалиста-машиностроителя. Рабочие завода «Механик» положительно отозвались о прежнем хозяине и взяли его «на поруки». Через месяц после ареста Николай Дмитриевич был освобождён из-под стражи до конца расследования по делу и был принят в Губсовнархоз на службу заведующим отделом губернского комитета по топливу.
Тем временем Тюменская ГубЧК продолжала расследование и допрашивала свидетелей. 11 августа в заключительном акте следователь по делу писал: «…судя по материалу, виновным Мошарова не предусматриваю, а по сему дело … передаю на рассмотрение Президиума Тюменской ГубЧК и прекращению этого дела…». Несмотря на это, Николай Дмитриевич был повторно арестован и направлен в Томскую ГубЧК. Заводские рабочие также обратились с просьбой освободить его под поручительство.
13 ноября 1920 года Машарову было предъявлено обвинение в принадлежности к белому движению и спонсировании его деятельности. 24 ноября на заседании Томской ГубЧК было постановлено считать обвинение доказанным, а Николай Дмитриевич был приговорён к расстрелу и конфискации имущества. 3 декабря 1920 года приговор был приведён в исполнение.
28 декабря 1993 года прокуратурой Томской области Николай Дмитриевич был реабилитирован. В доме Машарова в Тюмени в 1994 был создан музей его имени.